# Rote Raben Vilsbiburg 2016-2017
Questa voce raccoglie le informazioni riguardanti il Rote Raben Vilsbiburg nelle competizioni ufficiali della stagione 2016-2017.

## Organigramma societario
Area direttiva
- Presidente: André Wehnert

Area tecnica
- Allenatore: Jonas Kronseder
- Allenatore in seconda: Per-Erik Dalqvist
- Scout man: Konstantin Bitter

Area sanitaria
- Medico: Karl Attenberger, Rüdiger Meesters, Gudrun Mendler
- Fisioterapista: Florian Krämer, Alexa Sander

## Rosa
| N° | Nome              | Ruolo | Data di nascita   | Nazionalità sportiva |
| -- | ----------------- | ----- | ----------------- | -------------------- |
| 1  | Vanessa Agbortabi | S     | 4 dicembre 1998   | Germania             |
| 2  | Kerley Becker     | C     | 20 settembre 1986 | Brasile              |
| 3  | Lauren Plum       | P     | 17 settembre 1992 | Stati Uniti          |
| 4  | Saana Koljonen    | L     | 22 agosto 1988    | Finlandia            |
| 5  | Corina Glaab      | P     | 25 maggio 2000    | Germania             |
| 6  | Srna Marković     | S     | 6 giugno 1996     | Austria              |
| 7  | Barbara Wezorke   | C     | 12 aprile 1993    | Germania             |
| 8  | Keao Burdine      | S     | 2 gennaio 1983    | Stati Uniti          |
| 9  | Marlies Wagendorp | C     | 10 novembre 1993  | Paesi Bassi          |
| 11 | Liana Mesa        | S     | 26 dicembre 1977  | Cuba                 |
| 12 | Isabelle Liebchen | L     | 3 ottobre 1996    | Germania             |
| 14 | Lena Stigrot      | S     | 21 dicembre 1994  | Germania             |
| 15 | Mona Elwassimy    | P     | 7 febbraio 1990   | Germania             |
| 16 | Courtney Felinski | S     | 4 ottobre 1992    | Stati Uniti          |
| 17 | Naoko Hashimoto   | P     | 11 luglio 1984    | Giappone             |